# بيتسي برانون غرين
بيتسي برانون غرين (بالإنجليزية: Betsy Brannon Green)‏ (1 يونيو 1958)؛ كاتِبة وروائية أمريكية.